# Grote Metropolitaan
De Grote Metropolitaan (Grieks: Καθεδρικός Ναος Ευαγγελισμού της Θεοτόκου of Megalí Mitrópoli) is de kathedraal van het aartsbisdom Athene. Het is de populaire naam van de metropolitane kathedraal van Athene, die officieel Verkondiging aan de Moeder Gods-kathedraal heet (Grieks: Καθεδρικός Ναος Ευαγγελισμού της Θεοτόκου).
De eerste steen werd gelegd op 25 december 1842 door koning Otto I van Griekenland en zijn vrouw Amalia van Oldenburg.
Binnenin zijn de graven van Gregorius V van Constantinopel en Sint-Philothei te vinden.
Naast deze kathedraal staat de veel kleinere Kleine Metropolitaan.